# خوش‌نما (سرده)
خوش‌نما (نام علمی: Rhaponticum) نام یک سرده از تیره کاسنیان است.